# Fura Fura
Fura Fura é um álbum da autoria de José Afonso, editado em 1979 pela editora Orfeu.
Foi gravado entre Setembro e Outubro de 1978, nos Estúdios Arnaldo Trindade em Lisboa. Conta com arranjos e direção musical de Júlio Pereira, José Afonso e Trovante, e misturas de José Mário Branco, Jorge Mendes Barata e Júlio Pereira.

## Alinhamento
- Quanto É Doce
- As Sete Mulheres do Minho
- O Cabral Fugiu para Espanha
- De Quem Foi a Traição
- Quem Diz Que É pela Rainha
- Na Catedral de Lisboa
- Achégate a Mim, Maruxa
- Senhora Que o Velho
- De Sal de Linguagem Feita
- Não É Meu Bem
- De Não Saber o Que Me Espera
- Fura Fura[2]